# All the Good Children Go to Hell
All the Good Children Go to Hell è un album in studio del gruppo musicale italiano Afterhours, pubblicato ai primi di luglio del 1988 dalla casa discogrfica Toast Records.

## Descrizione
Il disco è stato pubblicato un anno dopo il singolo My Bit Boy (1987) ed è cantato interamente in lingua inglese. I testi e le musiche sono di Manuel Agnelli, eccetto Green River, scritta da John Fogerty dei Creedence Clearwater Revival. È stato registrato nel giugno 1988 negli studi Bips di Milano; il tecnico del suono è Paolo Mauri (coproduttore del disco).
La canzone che dà il titolo al disco, All the Good Children Go to Hell, pur registrata, non fu inserita nella tracklist dell'album, ma nella compilation Oracolo, pubblicata dalla Toast Records pochi mesi dopo e dedicata alla psichedelia italiana.

## Stile
Le influenze sonore più nette sono riconducibili a grandi band rock statunitensi come Velvet Underground e Television.

## Tracce
1. Midnight Booze – 5:53
2. Green River – 3:50
3. Independent Houses – 4:02
4. Pulse in My Blood – 3:10
5. Billie Serenade – 5:20
6. The Lie of the World – 7:45

Durata totale: 30:00

## Formazione
- Manuel Agnelli - voce, chitarra e tastiera
- Paolo Cantù - chitarra, cori
- Max Donna - batteria
- Lorenzo Olgiati - basso, cori